# Sensei Miyamoto
Miyamoto (宮本) 

## Biografia
Miyamoto, nasceu em 28 de julho de 1929, filho do Sr. Hishakiti Miyamoto e da Sra. Tsuta  Miyamoto, esta era descendente de Samurais e especialista em Naginatajutsu que passou seus conhecimentos para o pequeno Miyamoto que viveu com ela até os 12 anos (1941).
Durante sua infância Miyamoto treinou Kenjutsu (剣術) por longos anos por imposição dos japoneses mais velhos da colônia.
Aos 17 anos (1945) inicia seus treinamentos Jujutsu com o Sensei Yoshida. No começo o jovem Miyamoto viajava 30 km de cavalo até o Dojô de Yoshida, que ficava em outra fazenda. Yoshida afirmou em uma de suas palestras aos alunos que seu estilo era o Jujutsu.
Ingressou no Externato São Paulo em (1948) com 19 anos, na própria cidade de Presidente Prudente, lá Yoshida Sensei também era professor de Jujutsu, então Miyamoto pode continuar seus estudos com o mesmo Mestre.
Mudou-se (1954) para o Paraná, para trabalhar como capataz em uma fazenda que ficava na cidade de Maringá, neste mesmo ano viajou para o Paraguai onde trabalhou na Fazenda Inhambuê, nesta época morou com os Índios Tupi-Guarani, onde aprendeu os segredos de sobrevivência na Selva e a Fitoterapia indígena.
(1958-1960) Ensina Jujutsu aos oficiais do exército. 
(1964) Luta no Golpe de 64 como sargento do Exército Brasileiro. 
(1975) Viaja ao Japão para estudo e pesquisa marcial. 
(1987) Formou-se em Licenciatura em Filosofia, e com Bacharelado em Teologia, e faz sua 2a. viagem ao Japão.

## Citação
- "Praticar e aperfeiçoar diariamente, com movimentos cheios de vigor e energia e durante um combate usar o cavalheirismo, mas ter na mente o aprimoramento da técnica em benefício do espírito".